# Volcán Tecuamburro
Volcán Tecuamburro är en vulkan i Guatemala.   Den ligger i departementet Departamento de Santa Rosa, i den södra delen av landet, 50 km söder om huvudstaden Guatemala City. Toppen på Volcán Tecuamburro är 1 825 meter över havet, eller 308 meter över den omgivande terrängen. Bredden vid basen är 1,9 km.
Terrängen runt Volcán Tecuamburro är kuperad åt nordost, men åt sydväst är den bergig. Runt Volcán Tecuamburro är det ganska tätbefolkat, med 90 invånare per kvadratkilometer. Närmaste större samhälle är Chiquimulilla, 8,5 km söder om Volcán Tecuamburro. I omgivningarna runt Volcán Tecuamburro växer huvudsakligen savannskog.